# Bofrost Cup on Ice
Турнир Bofrost Cup on Ice (ранее Sparkassen Cup и Nations Cup) — международное соревнование по фигурному катанию, ежегодно проходившее в Германии с 1990 по 2004 год. С 1995 года турнир являлся одним из этапов серии Гран-при, пока не был в 2003 году заменён на Cup of China.

## Медалисты

### Мужчины
| Медалисты в мужском одиночном катании | Медалисты в мужском одиночном катании | Медалисты в мужском одиночном катании | Медалисты в мужском одиночном катании | Медалисты в мужском одиночном катании |
| ------------------------------------- | ------------------------------------- | ------------------------------------- | ------------------------------------- | ------------------------------------- |
| Год                                   | Место проведения                      | Золото                                | Серебро                               | Бронза                                |
| 1990                                  | Гельзенкирхен                         | Курт Браунинг                         | Тодд Элдридж                          | Ронни Винклер                         |
| 1991                                  | Гельзенкирхен                         | Марк Митчелл                          | Мирко Эйхгорн                         | Даниэль Вайс                          |
| 1992                                  | Гельзенкирхен                         | Тодд Элдридж                          | Алексей Урманов                       | Вячеслав Загороднюк                   |
| 1993                                  | Гельзенкирхен                         | Виктор Петренко                       | Скотт Дэвис                           | Себастьян Бриттен                     |
| 1994                                  | Гельзенкирхен                         | Элвис Стойко                          | Шеферд Кларк                          | Дмитрий Дмитренко                     |
| 1995                                  | Гельзенкирхен                         | Вячеслав Загороднюк                   | Алексей Урманов                       | Тодд Элдридж                          |
| 1996                                  | Гельзенкирхен                         | Алексей Урманов                       | Дмитрий Дмитренко                     | Алексей Ягудин                        |
| 1997                                  | Гельзенкирхен                         | Элвис Стойко                          | Игорь Пашкевич                        | Александр Абт                         |
| 1998                                  | Гельзенкирхен                         | Алексей Ягудин                        | Александр Абт                         | Андреас Влашенко                      |
| 1999                                  | Гельзенкирхен                         | Евгений Плющенко                      | Го Чжэньсинь                          | Мэттью Савой                          |
| 2000                                  | Гельзенкирхен                         | Евгений Плющенко                      | Тимоти Гейбл                          | Ли Чэнцзян                            |
| 2001                                  | Гельзенкирхен                         | Евгений Плющенко                      | Тимоти Гейбл                          | Ли Чэнцзян                            |
| 2002                                  | Гельзенкирхен                         | Евгений Плющенко                      | Александр Абт                         | Ли Чэнцзян                            |
| 2003                                  | Гельзенкирхен                         | Штефан Линдеманн                      | Джеффри Баттл                         | Сильвио Смалюн                        |
| 2004                                  | Гельзенкирхен                         | Штефан Линдеманн                      | Бен Феррейра                          | Мэттью Савой                          |

### Женщины
| Медалисты в женском одиночном катании | Медалисты в женском одиночном катании | Медалисты в женском одиночном катании | Медалисты в женском одиночном катании | Медалисты в женском одиночном катании |
| ------------------------------------- | ------------------------------------- | ------------------------------------- | ------------------------------------- | ------------------------------------- |
| Год                                   | Место проведения                      | Золото                                | Серебро                               | Бронза                                |
| 1986                                  | Франкфурт на Майне                    | Дайан Такэути                         | Фу Цайшу                              | Корнелия Реннер                       |
| 1987                                  |                                       | Мидори Ито                            | Джил Тренери                          | Наталья Горбенко                      |
| 1988                                  | соревнования не проводились           | соревнования не проводились           | соревнования не проводились           | соревнования не проводились           |
| 1989                                  | Gelsenkirchen                         | Тоня Хардинг                          | Марина Кильман                        | Патрисия Неске                        |
| 1990                                  | Гельзенкирхен                         | Кристи Ямагучи                        | Эвелин Гроссманн                      | Карин Престон                         |
| 1991                                  | Гельзенкирхен                         | Нэнси Керриган                        | Марина Кильманн                       | Летисия Юбер                          |
| 1992                                  | Гельзенкирхен                         | Сурия Бонали                          | Таня Бинджерт                         | Марина Кильманн                       |
| 1993                                  | Гельзенкирхен                         | Таня Шевченко                         | Оксана Баюл                           | Рэна Иноуэ                            |
| 1994                                  | Гельзенкирхен                         | Марина Кильманн                       | Елена Ляшенко                         | Таня Шевченко                         |
| 1995                                  | Гельзенкирхен                         | Мишель Кван                           | Мария Бутырская                       | Николь Бобек                          |
| 1996                                  | Гельзенкирхен                         | Ирина Слуцкая                         | Тара Липински                         | Ванесса Гусмероли                     |
| 1997                                  | Гельзенкирхен                         | Таня Шевченко                         | Ирина Слуцкая                         | Елена Ляшенко                         |
| 1998                                  | Гельзенкирхен                         | Елена Соколова                        | Юлия Лавренчук                        | Мария Бутырская                       |
| 1999                                  | Гельзенкирхен                         | Мария Бутырская                       | Елена Ляшенко                         | Ирина Слуцкая                         |
| 2000                                  | Гельзенкирхен                         | Мария Бутырская                       | Сара Хьюз                             | Татьяна Малинина                      |
| 2001                                  | Гельзенкирхен                         | Мария Бутырская                       | Ёсиэ Онда                             | Анжела Никодинов                      |
| 2002                                  | Гельзенкирхен                         | Ёсиэ Онда                             | Фумиэ Сугури                          | Susanna Pöykiö                        |
| 2003                                  | Гельзенкирхен                         | Джоанни Рошетт                        | Сусанна Пёйкиё                        | Юлия Шебештьен                        |
| 2004                                  | Гельзенкирхен                         | Джейн Бугаева                         | Констанце Паулинис                    | Анни Бельмар                          |

### Пары
| Медалисты в парном фигурном катании | Медалисты в парном фигурном катании | Медалисты в парном фигурном катании   | Медалисты в парном фигурном катании | Медалисты в парном фигурном катании |
| ----------------------------------- | ----------------------------------- | ------------------------------------- | ----------------------------------- | ----------------------------------- |
| Год                                 | Место проведения                    | Золото                                | Серебро                             | Бронза                              |
| 1989                                | Гельзенкирхен                       | Елена Бечке / Денис Петров            | Пегги Шварц / Александер Кёниг      | Калла Урбански / Марк Нэйлор        |
| 1990                                | Гельзенкирхен                       | Наталья Мишкутёнок / Артур Дмитриев   | Кристин Хаф / Даг Лэдрет            | Радка Коваржикова / Рене Новотны    |
| 1991                                | Гельзенкирхен                       | Изабель Брассер / Ллойд Айслер        | Евгения Шишкова / Вадим Наумов      | Радка Коваржикова / Рене Новотны    |
| 1992                                | Гельзенкирхен                       | Манди Вётцель / Инго Штойер           | Кёко Ина / Джейсон Данджен          | Оксана Казакова / Дмитрий Суханов   |
| 1993                                | Гельзенкирхен                       | Евгения Шишкова / Вадим Наумов        | Манди Вётцель / Инго Штойер         | Кёко Ина / Джейсон Данджен          |
| 1994                                | Гельзенкирхен                       | Манди Вётцель / Инго Штойер           | Оксана Казакова / Артур Дмитриев    | Кристи Сарджант / Крис Виртц        |
| 1995                                | Гельзенкирхен                       | Марина Ельцова / Андрей Бушков        | Манди Вётцель / Инго Штойер         | Елена Бережная / Олег Шляхов        |
| 1996                                | Гельзенкирхен                       | Манди Вётцель / Инго Штойер           | Марина Ельцова / Андрей Бушков      | Кёко Ина / Джейсон Данджен          |
| 1997                                | Гельзенкирхен                       | Манди Вётцель / Инго Штойер           | Елена Бережная / Антон Сихарулидзе  | Евгения Филоненко / Игорь Марченко  |
| 1998                                | Гельзенкирхен                       | Мария Петрова / Алексей Тихонов       | Пегги Шварц / Мирко Мюллер          | Тиффани Стиглер / Джонни Стиглер    |
| 1999                                | Гельзенкирхен                       | Мария Петрова / Алексей Тихонов       | Жами Сале / Давид Пеллетье          | Шэнь Сюэ / Чжао Хунбо               |
| 2000                                | Гельзенкирхен                       | Сара Абитболь / Стефан Бернади        | Мария Петрова / Алексей Тихонов     | Татьяна Тотьмянина / Максим Маринин |
| 2001                                | Гельзенкирхен                       | Шэнь Сюэ / Чжао Хунбо                 | Кёко Ина / Джон Циммерман           | Мария Петрова / Алексей Тихонов     |
| 2002                                | Гельзенкирхен                       | Шэнь Сюэ / Чжао Хунбо                 | Юлия Обертас / Алексей Соколов      | Дорота Загорска / Мариуш Сюдек      |
| 2003                                | Гельзенкирхен                       | Валери Марку / Крэг Бантин            | Юлия Обертас / Сергей Славнов       | Элизабет Гэйл Путман / Шон Виртц    |
| 2004                                | Гельзенкирхен                       | Виктория Борзенкова / Андрей Чувиляев | Валери Марку / Крэг Бантин          | Ребекка Хандке / Даниэль Венде      |

### Танцы на льду
| Медалисты в танцах на льду | Медалисты в танцах на льду | Медалисты в танцах на льду             | Медалисты в танцах на льду              | Медалисты в танцах на льду           |
| -------------------------- | -------------------------- | -------------------------------------- | --------------------------------------- | ------------------------------------ |
| Год                        | Место проведения           | Золото                                 | Серебро                                 | Бронза                               |
| 1990                       | Гельзенкирхен              | Ирина Романова / Игорь Ярошенко        | Эйприл Сарджент / Расс Уизерби          | Анна Крочи / Лука Мантовани          |
| 1991                       | Гельзенкирхен              | Татьяна Навка / Самвел Гезалян         | Катерина Мразова / Мартин Шимечек       | Эйприл Сарджент-Томас / Расс Уизерби |
| 1992                       | Гельзенкирхен              | Анжелика Крылова / Владимир Фёдоров    | Стефания Калегари / Паскуале Камерленго | Дженнифер Гулсби / Хендрик Шамбергер |
| 1993                       | Гельзенкирхен              | Ирина Романова / Игорь Ярошенко        | Катерина Мразова / Мартин Шимечек       | Елена Кустарова / Олег Овсянников    |
| 1994                       | Гельзенкирхен              | Марина Анисина / Гвендаль Пейзера      | Маргарита Дробязко / Повилас Ванагас    | Дженнифер Бойс / Мишель Брюне        |
| 1995                       | Гельзенкирхен              | Анжелика Крылова / Олег Овсянников     | Ирина Романова / Игорь Ярошенко         | Ирина Лобачёва / Илья Авербух        |
| 1996                       | Гельзенкирхен              | Анжелика Крылова / Олег Овсянников     | Ше-Линн Бурн / Виктор Краатц            | Софи Моньотт / Паскаль Лаванши       |
| 1997                       | Гельзенкирхен              | Анжелика Крылова / Олег Овсянников     | Марина Анисина / Гвендаль Пейзера       | Ирина Романова / Игорь Ярошенко      |
| 1998                       | Гельзенкирхен              | Анжелика Крылова / Олег Овсянников     | Ше-Линн Бурн / Виктор Краатц            | Кати Винклер / Рене Лозе             |
| 1999                       | Гельзенкирхен              | Ше-Линн Бурн / Виктор Краатц           | Кати Винклер / Рене Лозе                | Албена Денкова / Максим Ставиский    |
| 2000                       | Гельзенкирхен              | Барбара Фузар-Поли / Маурицио Маргальо | Маргарита Дробязко / Повилас Ванагас    | Ше-Линн Бурн / Виктор Краатц         |
| 2001                       | Гельзенкирхен              | Барбара Фузар-Поли / Маурицио Маргальо | Мари-Франс Дюбрель / Патрис Лозон       | Наталья Романюта / Даниил Баранцев   |
| 2002                       | Гельзенкирхен              | Албена Денкова / Максим Ставиский      | Галит Хайт / Сергей Сахновский          | Кати Винклер / Рене Лозе             |
| 2003                       | Гельзенкирхен              | Мари-Франс Дюбрель / Патрис Лозон      | Кати Винклер / Рене Лозе                | Федерика Фаелла / Массимо Скали      |
| 2004                       | Гельзенкирхен              | Албена Денкова / Максим Ставиский      | Изабель Делобель / Оливье Шонфельдер    | Екатерина Рублева / Иван Шефер       |